# Ciaran Madden
Ciaran Madden (n. 27 de diciembre de 1947) es una actriz de teatro, cine y televisión británica. Es graduada de la Royal Academy of Dramatic Art. Es conocida por sus papeles de Agatha Christie, Shakespeare, Tom Stoppard, y Jane Austen para televisión; y también por sus papeles en las películas The Beast Must Die y A Married Man junto a Anthony Hopkins.